# سوليتو
سوليتو (بالإيطالية: Soleto)‏ هي بلدية في مقاطعة ليتشي في إقليم بوليا الإيطالي.

## السكان
في سنة 1861 بلغ عدد السكان 2٬373 نسمة، وتطور العدد ليصل في سنة 2011 لـ 5٬542 نسمة.
يظهر هذا المخطط البياني تطور النمو السكاني لـ سوليتو